# 美作加茂駅
美作加茂駅（みまさかかもえき）は、岡山県津山市加茂町桑原にある、西日本旅客鉄道（JR西日本）因美線の駅である。
津山方面からの一部列車が当駅で折返す。以前は急行「砂丘」の停車駅であった。

## 歴史
- 1928年（昭和3年）3月15日：鉄道省因美南線当駅 - 東津山駅 - 津山駅間開通時に終着駅として開設[3]。
  - 当時の所在地表示は岡山県苫田郡東加茂村桑原[3]であった。
- 1931年（昭和6年）9月12日：因美南線当駅 - 美作河井駅間延伸[4]。途中駅となる。
- 1932年（昭和7年）7月1日：因美南線が因美線の一部となり、当駅もその所属となる[5]。
- 1942年（昭和17年）5月27日：加茂町（第2次）成立に伴い、所在地表示が岡山県苫田郡加茂町桑原となる。
- 1954年（昭和29年）4月1日：加茂町（第3次）成立に伴い、所在地表示が岡山県苫田郡加茂町桑原となる。
- 1970年（昭和45年）10月1日：貨物取扱廃止[1]。
- 1984年（昭和59年）2月1日：荷物扱い廃止[1]。
- 1987年（昭和62年）4月1日：国鉄分割民営化に伴い、JR西日本の駅となる[1]。
- 2000年（平成12年）4月1日：津山鉄道部美作加茂分室廃止、簡易委託駅化。これに先立ち3月11日から営業時間が縮小されていた。
- 2003年（平成15年）6月15日：現木造駅舎となる[6]。
- 2005年（平成17年）2月28日：加茂町が津山市に編入され、所在地表示が岡山県津山市加茂町桑原となる。

## 駅構造

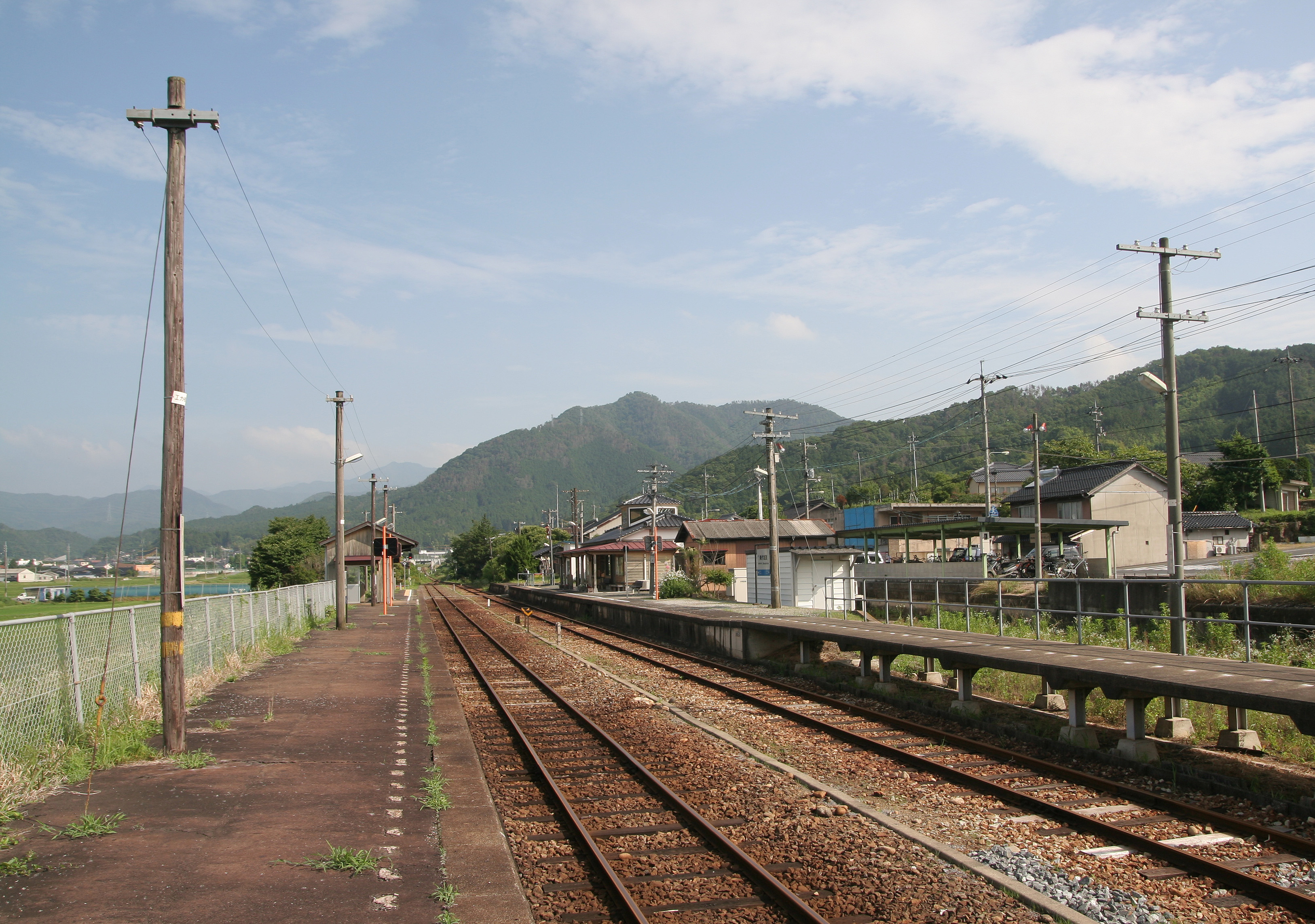
構内（2009年6月）

相対式ホーム2面2線を持つ行違い可能な地上駅で、姫新線との分岐点である東津山駅を除くと、因美線の岡山県側では唯一交換設備を有している。駅舎は2003年6月に改築された。その駅舎は津山方面行きホーム側にあり、互いのホームは構内踏切で連絡している。津山駅 - 当駅間の区間列車は、智頭方面行きホームで折り返す。平日・土曜日の朝6時に当駅始発津山行き、津山発20時台に当駅止まりがそれぞれ設定されている。
津山駅管理の簡易委託駅であり、窓口は平日・土・祝日の朝夕のみ営業。便所は駅舎内に水洗式便所がある。かつては改札内・改札外に汲み取り式があったが、駅舎改築に伴い撤去された。
| のりば | 路線   | 方向 | 行先           | 備考                    |
| ------ | ------ | ---- | -------------- | ----------------------- |
| 1      | 因美線 | 下り | 津山方面       | 折り返し列車は2番のりば |
| 2      | 因美線 | 上り | 智頭・鳥取方面 | 鳥取方面は智頭で乗換    |

## 利用状況
近年の1日平均乗車人員の推移は以下の通り。
| 乗車人員推移 | 乗車人員推移 |
| 年度         | 1日平均人数  |
| ------------ | ------------ |
| 1999         | 215          |
| 2000         | 195          |
| 2001         | 172          |
| 2002         | 165          |
| 2003         | 149          |
| 2004         | 141          |
| 2005         | 131          |
| 2006         | 120          |
| 2007         | 122          |
| 2008         | 109          |
| 2009         | 93           |
| 2010         | 98           |
| 2011         | 93           |
| 2012         | 98           |
| 2013         | 90           |
| 2014         | 81           |
| 2015         | 72           |
| 2016         | 75           |
| 2017         | 71           |
| 2018         | 64           |
| 2019         | 71           |
| 2020         | 58           |
| 2021         | 63           |
| 2022         | 57           |

## 駅周辺
- 津山市立加茂中学校
- 加茂郵便局
- 中国銀行加茂支店
- 津山市加茂支所（旧・加茂町役場）
- 津山市立加茂町図書館
- 百々温泉めぐみ荘
- 岡山県道・鳥取県道6号津山智頭八東線
- ごんごバス加茂線・加茂観光バス「加茂駅前」停留所

## 隣の駅
西日本旅客鉄道（JR西日本）
 因美線
■快速
那岐駅 - 美作加茂駅 - （上りのみ高野駅） - 東津山駅
■普通
知和駅 - 美作加茂駅 - 三浦駅